# Dom Ferberów w Gdańsku
Dom Ferberów (zwany Adam i Ewa) – kamienica zbudowana w 1560 w stylu renesansowym w Gdańsku na Głównym Mieście przy ul. Długiej, jest zwieńczona herbami Polski, Gdańska i Prus Królewskich, zdobiona pilastrami, posągami i medalionem. Budynek jest udekorowany fryzem z motywami niderlandzkimi.
Dom Ferberów należał do rodziny Ferberów, jednej z najbardziej wpływowych w Gdańsku, dała ona miastu: 6 burmistrzów, 3 ławników, 6 rajców, 3 kanoników i 1 biskupa.
Drzwi wejściowe do kamienicy były zdobione figurami Adama i Ewy, o których legenda głosiła, że są siedliskiem diabelskiej mocy. Z tego powodu, od 1786, po śmierci ostatniego potomka rodu Ferberów kamienica przez długi czas była niezamieszkana, dopiero po przebudowie i usunięciu drzwi wierzący w tę legendę uznali, że klątwa przestała ciążyć nad kamienicą.